# Caracatița Paul
Caracatița Paul sau Paul Oktopus (eclozată în 2006 - 26 octombrie 2010) a fost o caracatiță ce trăia într-un acvariu din Germania. Animalul a fost folosit ca oracol în încercarea de a prezice rezultate meciurilor echipei naționale de fotbal a Germaniei.
Caracatița a trebuit să aleagă dintre două containere cu mâncare, unul cu steagul Germaniei și altul cu echipa adversă. Caracatița a ales corect 5 meciuri ale Germaniei la UEFA Euro 2008 și 6 la Campionatul Mondial de Fotbal 2010..

## Istorie
Paul a fost eclozat dintr-un ou la Sea Life Centre în Weymouth, Dorset, Anglia. Această caracatiță locuiește actual la Sea Life Oberhausen, o atracție comercială din orașul Oberhausen, Germania. Sea Life Oberhausen este una dintr-un lanț de atracții Sealife-tematice, care este deținută de Merlin divertisment, o companie care deține, de asemenea, parcuri de distracții și atracții la jumătatea distanței.

Numele caracatiței a fost luat din titlul unui poem de scriitorul german Boy Lornsen: Der Tintenfisch Paul Oktopus.  Potrivit declarațiilor directorului de divertisment de la Sea Life, Daniel Fey, caracatița a demonstrat inteligența devreme în viață: 
„Nu a fost ceva despre modul în care el s-a uitat la vizitatorii noștri atunci când au ajuns aproape de acvariu. A fost atât de neobișnuit, așa că am încercat să afle ce talentele sale speciale au fost.”

## Metodă

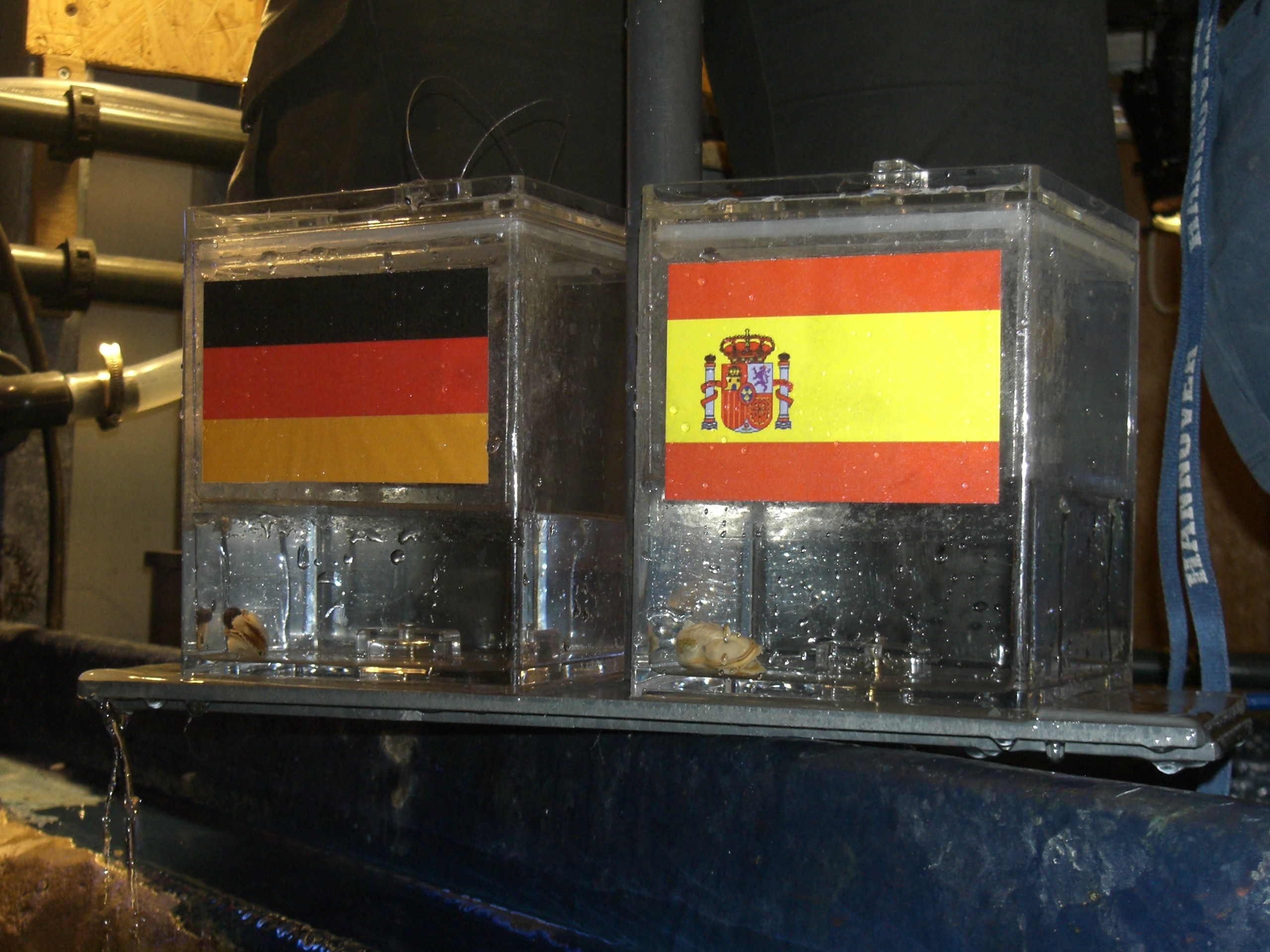
Înainte de meciul dintre Germania-Spania

În timpul meciurilor internaționale ale echipei germane, Caracatița Paul a fost prezentată cu două containere similare, fiecare conținând alimente. Ambele containere au fost marcate cu un steguleț, unul cu drapelul Germaniei, iar cealalt cu steagul adversarului Germaniei.

## Preziceri

### Campionatul European de Fotbal 2008
Paul, cunoscut ca „Das Krakenorakel”, primul care a prezis rezultatul unui meci de fotbal în timpul Campionatului European de Fotbal din 2008. Potrivit deținătorilor lui, 5 din cele 6 preziceri ale sale au fost corecte; a prezis incorect câștigarea titlului de Germania în finală, unde Spania a bătut-o pe Germania cu 1-0.

### Campionatul Mondial de Fotbal 2010
Paul a prezis câștigătoarele a șase meciuri din Campionatul Mondial de Fotbal 2010 ale Germaniei, împotriva Ghanei, Australiei, Serbiei (cu care Germania a pierdut), Angliei, Argentinei, Spaniei (cu care Germania de asemenea a pierdut) și Uruguayului. Proprietarul său Oliver Walenciak este sigur că caracatița este în siguranță în acvariul său:
„Există întotdeauna oameni care vor să mănânce caracatiță noastră, dar el nu este timid și suntem aici pentru a-l proteja cât mai bine. El va supraviețui.”
Paul a prezis de asemenea eliminarea din semifinale a Germaniei, în favoarea Spaniei. și rezultatul a fost corect. De la ultima prezicere, germanii nu au mai vrut caracatița, și au așteptat ca Paul să fie gătit și mâncat. Ministrul spaniol al Industriei, Miguel Sebastian a solicitat ca Paul să se acorde Spaniei, în timp ce primul-ministru Jose Zapatero a oferit o glumă că va trimite protecția statului ca să o protejeze pe caractiță de germanii supărați. De asemenea, a prezis că în finala mică Germania va trece de Uruguay, ceea ce a fost de asemenea corect. În ultimul meci de la mondial a prezis corect, Spania câștigând Campionatul Mondial de Fotbal 2010.
Paul a prezis 100% corect la această Cupă Mondială.

#### Lista prezicerilor lui Paul pentru meciurile Germaniei

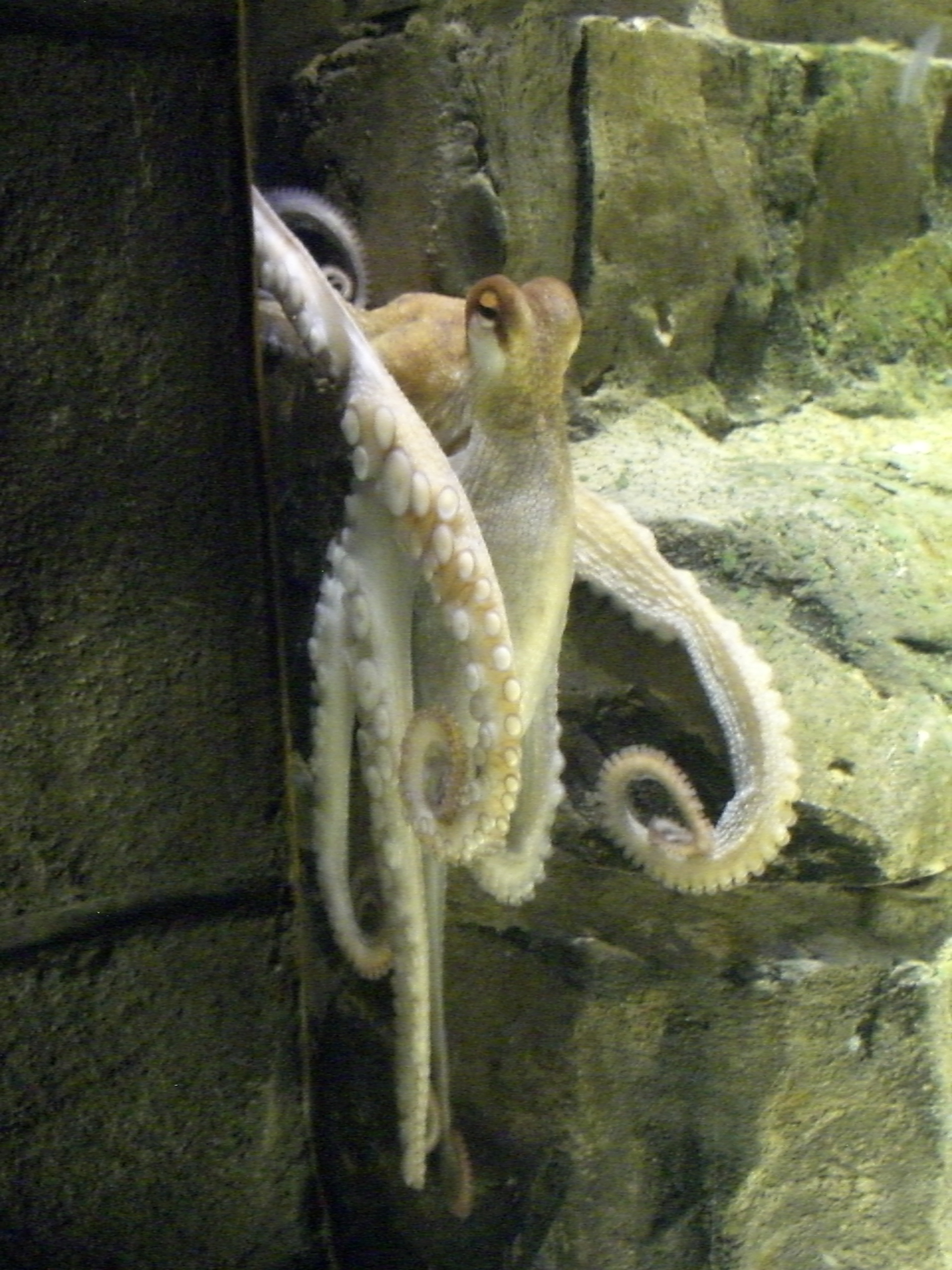
Paul în acvariul său

| Oponent    | Turneu    | Fază                 | Dată          | Prezicerea lui Paul | Rezultat |          |
| ---------- | --------- | -------------------- | ------------- | ------------------- | -------- | -------- |
| Polonia    | Euro 2008 | faza grupelor        | 8 iunie 2008  | Germania            | 2-0      | Corect   |
| Croația    | Euro 2008 | faza grupelor        | 12 iunie 2008 | Germania            | 1-2      | Incorect |
| Austria    | Euro 2008 | faza grupelor        | 16 iunie 2008 | Germania            | 1-0      | Corect   |
| Portugalia | Euro 2008 | sferturile de finală | 19 iunie 2008 | Germania            | 3-2      | Corect   |
| Turcia     | Euro 2008 | semi-finale          | 25 iunie 2008 | Germania            | 3-2      | Corect   |
| Spania     | Euro 2008 | finală               | 29 iunie 2008 | Germania            | 0-1      | Incorect |
| Australia  | FIFA 2010 | faza grupelor        | 13 iunie 2010 | Germania            | 4-0      | Corect   |
| Serbia     | FIFA 2010 | faza grupelor        | 18 iunie 2010 | Serbia              | 0-1      | Corect   |
| Ghana      | FIFA 2010 | faza grupelor        | 23 iunie 2010 | Germania            | 1-0      | Corect   |
| Anglia     | FIFA 2010 | șaisprezecimi        | 27 iunie 2010 | Germania            | 4-1      | Corect   |
| Argentina  | FIFA 2010 | sferturi de finală   | 3 iulie 2010  | Germania            | 4-0      | Corect   |
| Spania     | FIFA 2010 | semi-finale          | 7 iulie 2010  | Spania              | 0-1      | Corect   |
| Uruguay    | FIFA 2010 | Finala Mică          | 9 iulie 2010  | Germania            | 3-2      | Corect   |

#### Lista prezicerilor lui Paul pentru meciurile non-Germaniei
| Echipe                   | Turneu    | Fază   | Dată         | Prezicerea lui Paul | Rezultat |        |
| ------------------------ | --------- | ------ | ------------ | ------------------- | -------- | ------ |
| Țările de Jos vs. Spania | FIFA 2010 | finală | 9 iulie 2010 | Spania              | 0-1      | Corect |